# Raúl Grijalva
Raúl Manuel Grijalva (Pima megye, Arizona, 1948. február 19. – Tucson, Arizona, 2025. március 13.) amerikai demokrata politikus, 2003 és 2013 között Arizona állam 7., 2013 és 2023 között 3., 2023-tól haláláig pedig újra 7. választókerületének képviselője az Egyesült Államok képviselőházában.

## Életpályája
A gimnáziumot a Tucson városában található Sunnyside High Schoolban végezte, alapfokozatú diplomáját pedig az Arizonai Egyetemen szerezte. Apja Mexikóból érkezett az Egyesült Államokba egy, a háborús helyzet miatt kialakult munkaerőhiány következtében a két ország közt megkötött egyezmény keretében. Karrierjét a közszolgálatban közösségszervezőként kezdte, a hetvenes években egy közösségi klinikán keresztül küzdött azért, hogy a kormány befektessen idősek-, és kisebbségek lakta kerületekbe is. Később, 1974 és 1986 között Tucson városának iskolaszékében szolgált, hat évet az iskolaszék elnökeként. 1987-ben tért vissza az egyetemre befejezni szociológiaszakos diplomáját, hiszen amikor először volt egyetemista, házasságkötés miatt idő előtt megszakította tanulmányait.
1988-ban választották be Pima megye felügyelőbizottságába, ahol az azt következő 15 évben szolgált, két évet a bizottság vezetőjeként. A bizottság tagjaként főként az alacsony jövedelműek, a fogyatékosok és idősek segítésére fókuszált, valamint részt vett a Sonora sivatagi megőrzési terv létrejöttében is.
2002-ben, miután Arizona két további helyet kapott a szövetségi képviselőházban, Grijalva lemondott mandátumáról a felügyelőbizottságban, hogy az állam 7. körzetének képviselőségéért induljon.
Kilenctagú előválasztást nyert meg, melyet a Demokrata Párt jelöltjei közt rendeztek. Az általános választásban annak ellenére győzedelmeskedett, hogy legközelebbi kihívója, a republikánus Ross Hieb háromszor annyit költött kampányára, mint Grijalva. Ezt követően tizenkétszer választották újra, előválasztásokon rendszeresen kihívó nélkül jutott tovább.
Három lánygyermeke volt, Adelita, Raquel és Marisa. 2025. március 13-án halt meg, rákos megbetegedés következtében.

## Politikája
A Kongresszusban Grijalva tagja a progresszív frakciónak, amelynek elnöke is volt. Kampányweboldala szerint Grijalva fontosnak tartotta többek között a kampányfinanszírozás, az oktatás, az egészségügy és a bevándorlás reformját, a fegyvertartás nagyobb mértékű szabályozását, a munkásjogok, a nőjogok, a veteránjogok és az LMBTQ jogok védelmét.